# Кинг-Вильям
Кинг-Вильям, также Кинг-Уильям, ранее — Уильяма Короля Земля (англ. King William Island, эским. ᕿᑭᖅᑕᖅ Кикерктак) — остров Канадского Арктического архипелага.

## География

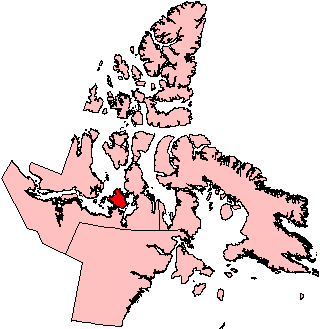

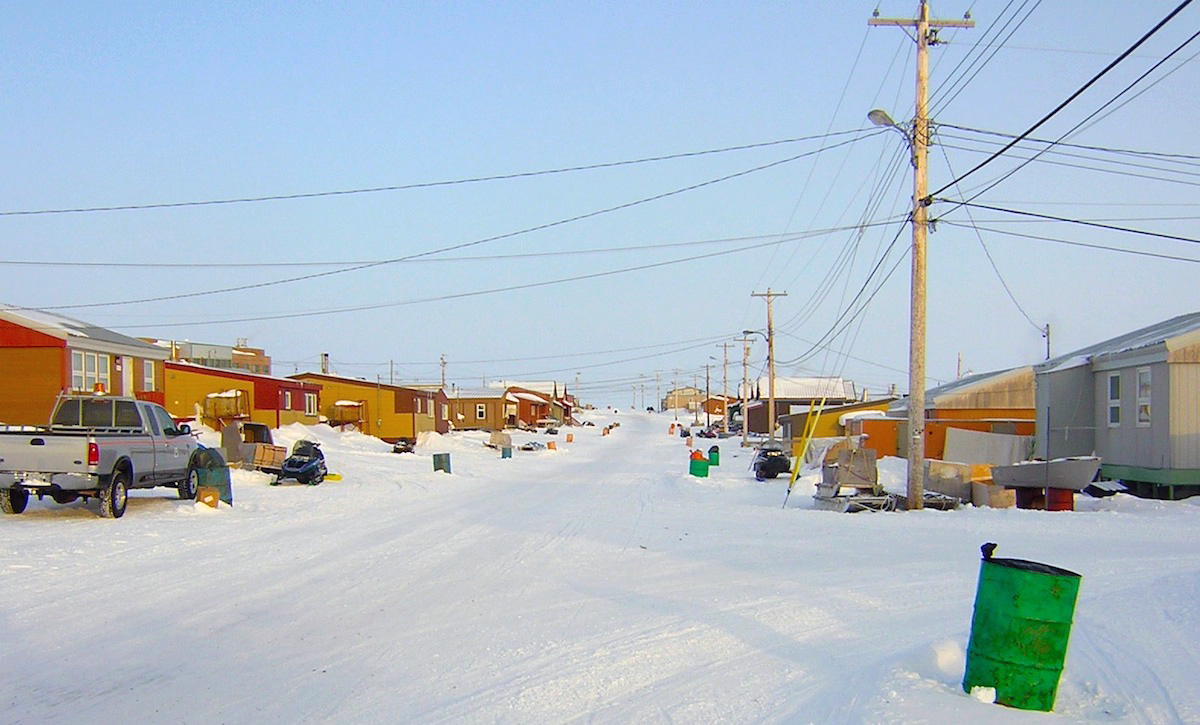
Главная улица в Йоа-Хейвен

Расположен близ северного побережья материковой части Канады (69°10′ с. ш.). Площадь острова — 13 111 км², длина береговой линии 1289 км. Занимает 61-е место по площади в мире и 15-е в Канаде. Максимальные размеры острова 155 на 120 км. Лежит к северу от полуострова Аделейд, от которого отделён проливом Симпсон шириной 3,5 км. На востоке и северо-востоке граничит с полуостровом Бутия, от которого его отделяют проливы Рей и Джеймс-Росс. От острова Виктория, лежащего западнее, отделён одноимённым проливом шириной 76 км. Юго-западный берег острова прикрывает вход в залив Куин-Мод.
Остров сложен большей частью из известняка. Рельеф в основном равнинный. Гора Маунт-Матесон высотой 137 метров, расположенная на полуострове Гибсон на юго-востоке острова, является его наивысшей точкой.
Остров покрыт тундрой, в центральной части много озёр.
Основной населённый пункт — Йоа-Хейвен.

## История
Кинг-Вильям был издавна населён эскимосами. Первым европейцем, открывшим этот остров в 1830 году, был Джеймс Росс, который назвал его в честь правившего тогда британского монарха Вильгельма IV. На этом острове в 1847-1848 годах погибли оставшиеся члены британской арктической экспедиции Джона Франклина, включая и его самого. 
Норвежский полярный исследователь Руаль Амундсен зимовал на нём в 1903-1905 годах во время своей успешной экспедиции на судне «Йоа» по преодолению Северо-Западного прохода в западном направлении. В 1923 году остров посетил датский путешественник Кнуд Расмуссен, организатор «Пятой экспедиции Туле», не только описавший, подобно Амундсену, в своих записках быт местных инуитов, но и обнаруживший останки членов экспедиции Франклина на соседнем полуострове Аделейд.
Новый интерес к природе острова и жизни его коренных жителей пробудила опубликованная в 1941 году в Нью-Йорке книга «Каблуна» (Kabloona), написанная французским авантюристом Гонтраном де Понсеном, в 1938-1939 годах совершившим длительное путешествие на Кинг-Уильям.